# 11인이 있다!
《11인이 있다!》(11人いる! 주이치닌 이루[*])는 하기오 모토가 창작한 일본의 만화이다. 1975년에 쇼가쿠칸이 발행하는 만화 잡지 《소녀 코믹》에 연재되었다. 1976년에는 후속편인 〈동쪽의 지평선, 서쪽의 영원〉이 발표되었다. 동명의 텔레비전 드라마가 NHK에서 1977년 1월 2일에 방영되었고, 동명의 극장판 애니메이션이 1986년 11월 1일에 개봉하였다. 한국어판은 2010년 1월 29일에 세미콜론에서 출간되었다.

## 줄거리
우주대학에 입학하기 위한 마지막 시험으로 10명이 폐쇄된 공간에서 53일 동안 버텨야 하는 과제가 주워진다. 응시생 10명이 우주선에 탑승한 순간 응시생들은 10명이 아니라 11명이 우주선에 탑승한 것을 알게 되는데...